# Alt Atles

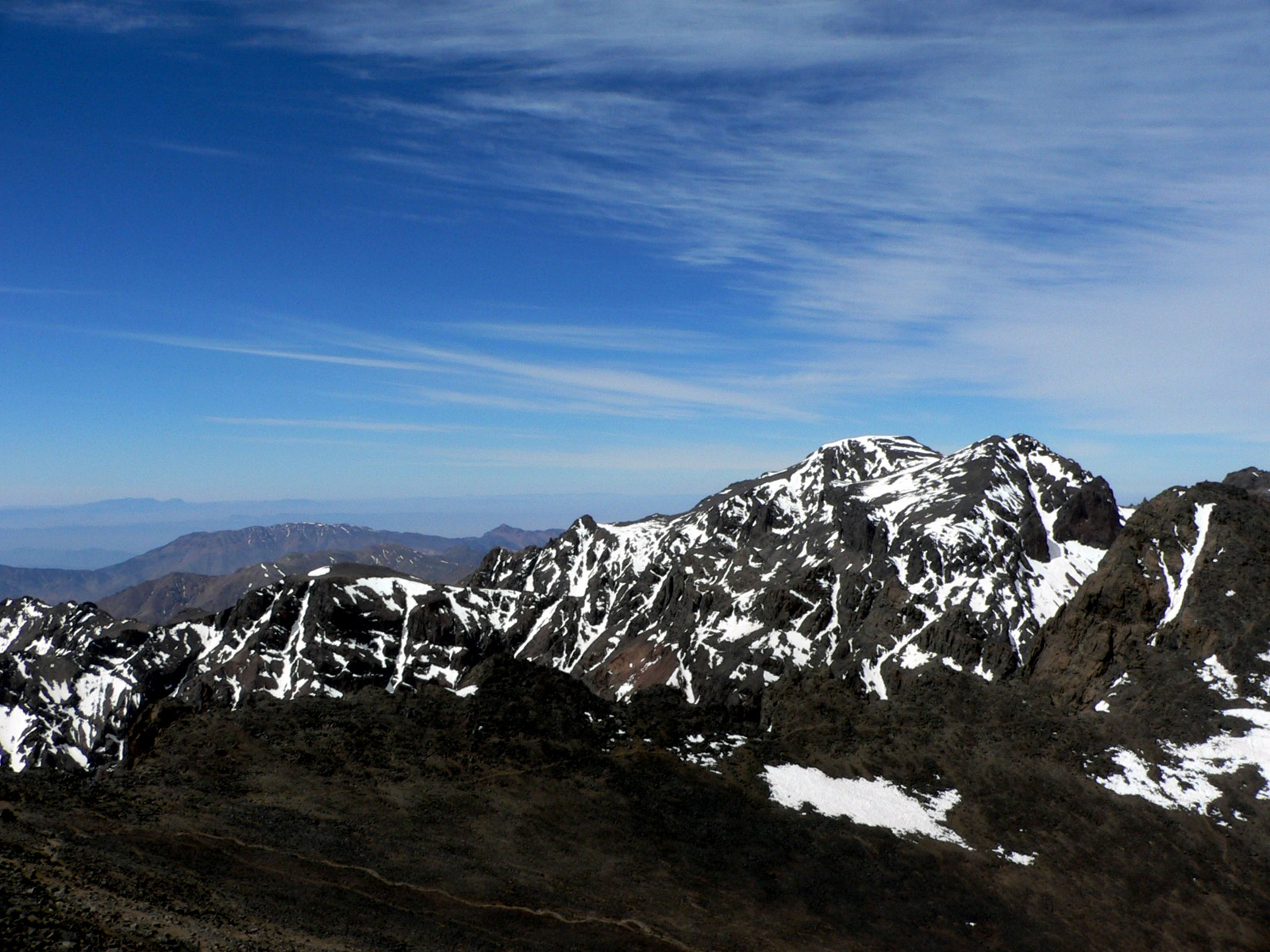
Toubkal, cota més alta de l'Alt Atles.

L'Alt Atles (amazic: ⴰⴷⵔⴰⵔ ⵏ ⴷⵔⵏ; àrab: الاطلس الكبير, al-Aṭlas al-Kabīr) és una subserralada que forma part de l'Atles marroquí. Té les majors altituds de tot el nord d'Àfrica, amb la màxima cota a la muntanya Toubkal (4.167 m). Es troba amb l'oceà Atlàntic a la zona d'Agadir.